# Pleurotopsis roseola
Pleurotopsis roseola är en svampart som först beskrevs av G. Stev., och fick sitt nu gällande namn av E. Horak 1971. Pleurotopsis roseola ingår i släktet Pleurotopsis och familjen Tricholomataceae.   Inga underarter finns listade i Catalogue of Life.